# Капітан-Прат (провінція)
Провінція Капітан-Прат (ісп. Provincia de Capitán Prat) — провінція в Чилі у складі регіону Айсен.
Включає 3 комуни.
Територія — 37045 км². Населення — 4638 осіб (2017). Щільність населення - 0.13 чол./км².
Адміністративний центр — Кочране.

## Географія
Провінція розташована на півдні регіону Айсен.
Провінція межує:
- на півночі - провінції Айсен і Хенераль-Каррера
- на сході — провінція Санта-Крус (Аргентина)
- на півдні - провінція Ультіма-Есперанса
- на заході — Тихий океан

## Адміністративний поділ
Провінція включає 3 комуни:
- Кочране. Адмін.центр - Кочране.
- О'Гіґґінс. Адмін.центр - Вілья-О'Гіґґінс.
- Тортель. Адмін.центр - Тортель.